# Hugh Lofting
Hugh John Lofting (Maidenhead, 14 gennaio 1886 – Topanga, 26 settembre 1947) è stato uno scrittore britannico naturalizzato statunitense.

## Biografia
Nato in un villaggio del Berkshire, dopo gli studi Lofting divenne ingegnere ma fu costretto a lasciare il lavoro per via dello scoppio della prima guerra mondiale.
Proprio mentre combatteva in trincea, Lofting cominciò a scrivere dei racconti destinati ai suoi figli e da qui nacque il personaggio del Dottor Dolittle. Rimasto gravemente invalido in guerra, si trasferì subito dopo il conflitto negli Stati Uniti, dove morì nel 1947.
Durante la sua carriera da scrittore, Lofting scrisse venti libri, quattordici dei quali con protagonista il Dottor Dolittle. Anche tutte le altre opere furono libri per bambini eccetto Victory for the Slain, un poema in sette parti sull'inutilità della guerra scritto nel 1942.

## Opere
- The Story of Doctor Dolittle, 1920 (ISBN 978-0099427322)
- The Voyages of Doctor Dolittle, 1922 (ISBN 978-0099854708)
- Doctor Dolittle's Post Office, 1923 (ISBN 978-0099880400)
- The Story of Mrs Tubbs, 1923 (ISBN 9780224615440)
- Doctor Dolittle's Circus, 1924 (ISBN 978-1612035390)
- Porridge Poetry, 1924 (ISBN 978-0964384484)
- Doctor Dolittle's Zoo, 1925 (ISBN 978-0397300099)
- Doctor Dolittle's Caravan, 1926 (ISBN 978-0440501176)
- Doctor Dolittle's Garden, 1927 (ISBN 978-0099880509)
- Doctor Dolittle in the Moon, 1928 (ISBN 978-0099880608)
- Noisy Nora, 1929
- The Twilight of Magic, 1930 (ISBN 978-0671783587)
- Gub Gub's Book: An Encyclopedia of Food, 1932 (ISBN 978-0671783556)
- Doctor Dolittle's Return, 1933 (ISBN 978-1612035376)
- Doctor Dolittle's Birthday Book, 1936 (ISBN 978-0397309962)
- Tommy, Tilly, and Mrs. Tubbs, 1936 (ISBN 9780224615433)
- Victory for the Slain, 1942
- Doctor Dolittle and the Secret Lake, 1948 (ISBN 978-0099880806)
- Doctor Dolittle and the Green Canary, 1950 (ISBN 978-1406763393)
- Doctor Dolittle's Puddleby Adventures, 1952 (ISBN 978-0224604482)